# Етюди про Врубеля
«Етю́ди про Вру́беля» (рос. «Этюды о Врубеле») — український радянський художній фільм режисера Леоніда Осики, знятий 1989 року на кіностудії ім. Олександра Довженка.

## Сюжет
Фільм присвячений творчості художника Михайла Врубеля та розповідає про київський період його життя.

## Акторський склад
- Давід (Едішер) Гіоргобіані — Михайло Врубель
- Анатолій Ромашин — Адріан Прахов, меценат
- Ольга Гобзева — Емілія Прахова
- Олексій Сафонов — художник Васнецов
- Світлана Князєва — Анна Гаппе, вершниця
- Борис Хмельницький — Семен Гайдук, близький друг Врубеля
- Костянтин Степанков
- Микола Крюков
- Надія Маркіна
- Дмитро Миргородський
- Надя Федієнко
- Михайло Дементьєв — Микола
- Дар'я Хмельницька
- В епізодах: А. Баранов, О. Васіна, Л. Владова, Микола Гудзь, Олександр Гебдовський, Георге Гриу, Юрій Дубровін, Сергій Іушин, Олена Іллєнко, Марія Капніст, Я. Козюк, Володимир Олексієнко, Валерій Панарін, Лев Перфілов, Володимир Перцев, Тетяна Слободська, Н. Соколова, Петро Філоненко, Віра Щуревська, С. Шишкін, В. Ятченко, Гелена Якутович, Сергій Якутович.

## Знімальна група
- Режисер-постановник: Леонід Осика
- Сценаристи: Сергій Параджанов, Леонід Осика
- Оператор-постановник: Валерій Башкатов
- Художники-постановники: Микола Резник, Олександр Даниленко, Валерій Новаков, Віталій Шавель
- У фільмі використано музику Рахманінова, Скрябіна, Рубінштейна
- Консультанти: диригент Федір Глущенко, протоієрей Анатолій Затовський, художник Володимир Перцев
- Акварельні копії ескізів Врубеля: Георгій і Сергій Вербицькі
- Режисер: Г. Тарнопольський
- Звукооператор: Богдан Міхневич
- Оператори: Віктор Атаманенко, В. Чумак
- Грим: В. Панчук
- Монтаж: Марфа Пономаренко
- Комбіновані зйомки: оператор — Микола Шабаєв, художник — Володимир Дубровський, асистент оператора — В. Телков
- Редактор: Олександр Шевченко
- Директори фільму: Володимир Князєв, Едуард Русаков

## Цікаві факти
Для написання закадрового тексту режисер Леонід Осика звернувся до кількох письменників, але результат його не задовольнив. Зрештою, текст написав актор Олексій Сафонов, який у фільмі грає Васнецова. Звучать вірші О.С. Пушкіна «Не дай мне бог сойти с ума...», «Поэту» («Поэт! не дорожи любовию народной...»).